# بنكسية منشارية
بنكسية منشارية (الاسم العلمي:Banksia serrata) هي نوع نباتي يتبع جنس البنكسية من فصيلة البروطية.